# Monkland
Monkland – wieś w Anglii, w hrabstwie Herefordshire. Leży 19 km na północ od miasta Hereford i 200 km na północny zachód od Londynu.